# Felix qui potuit rerum cognoscere causas
Felix qui potuit rerum cognoscere causas est un vers (no 490) extrait du livre II des Géorgiques, poème didactique en quatre livres, écrit à la fin du Ier siècle av. J.-C. par le poète latin Virgile.

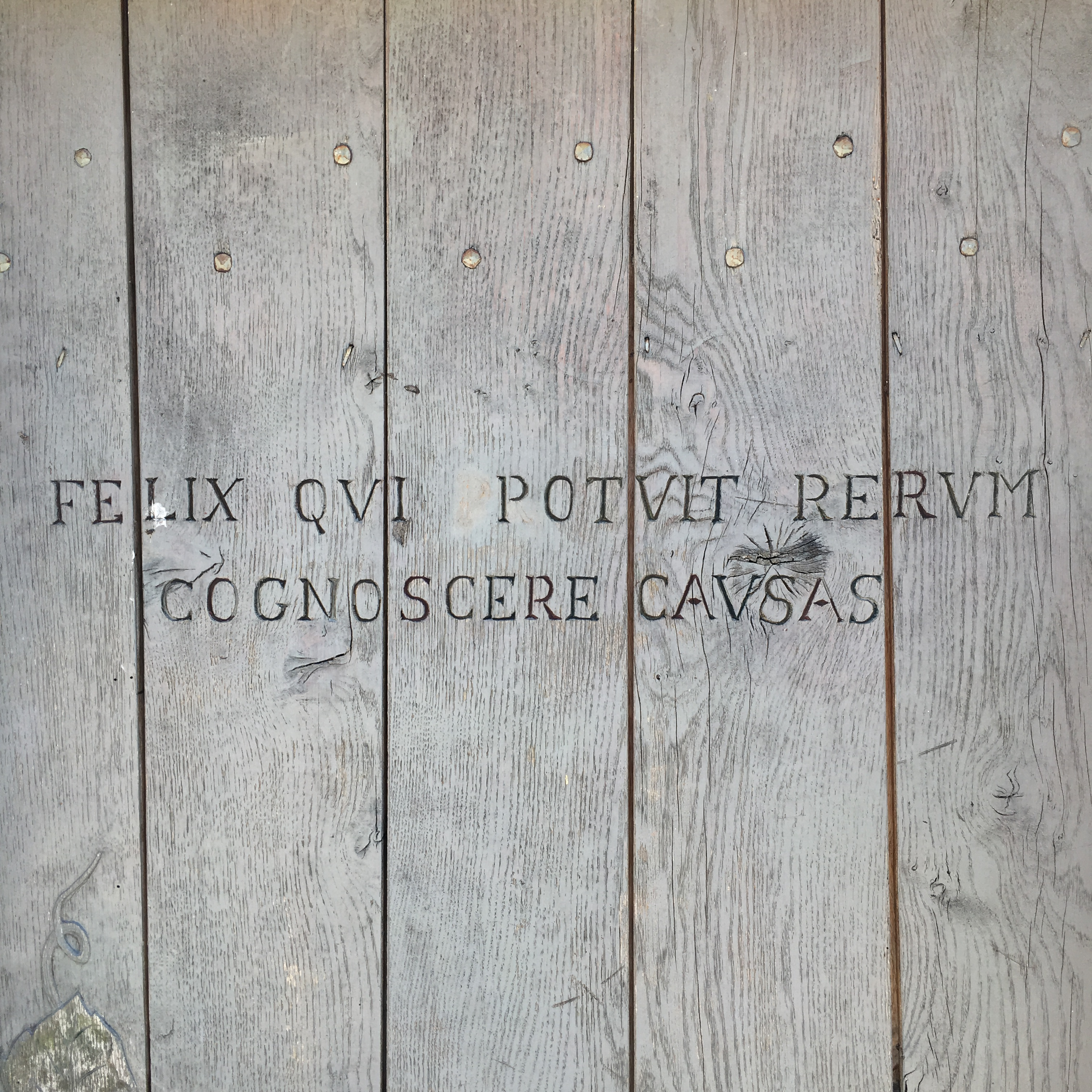
La citation, gravée sur une porte à Vézelay.

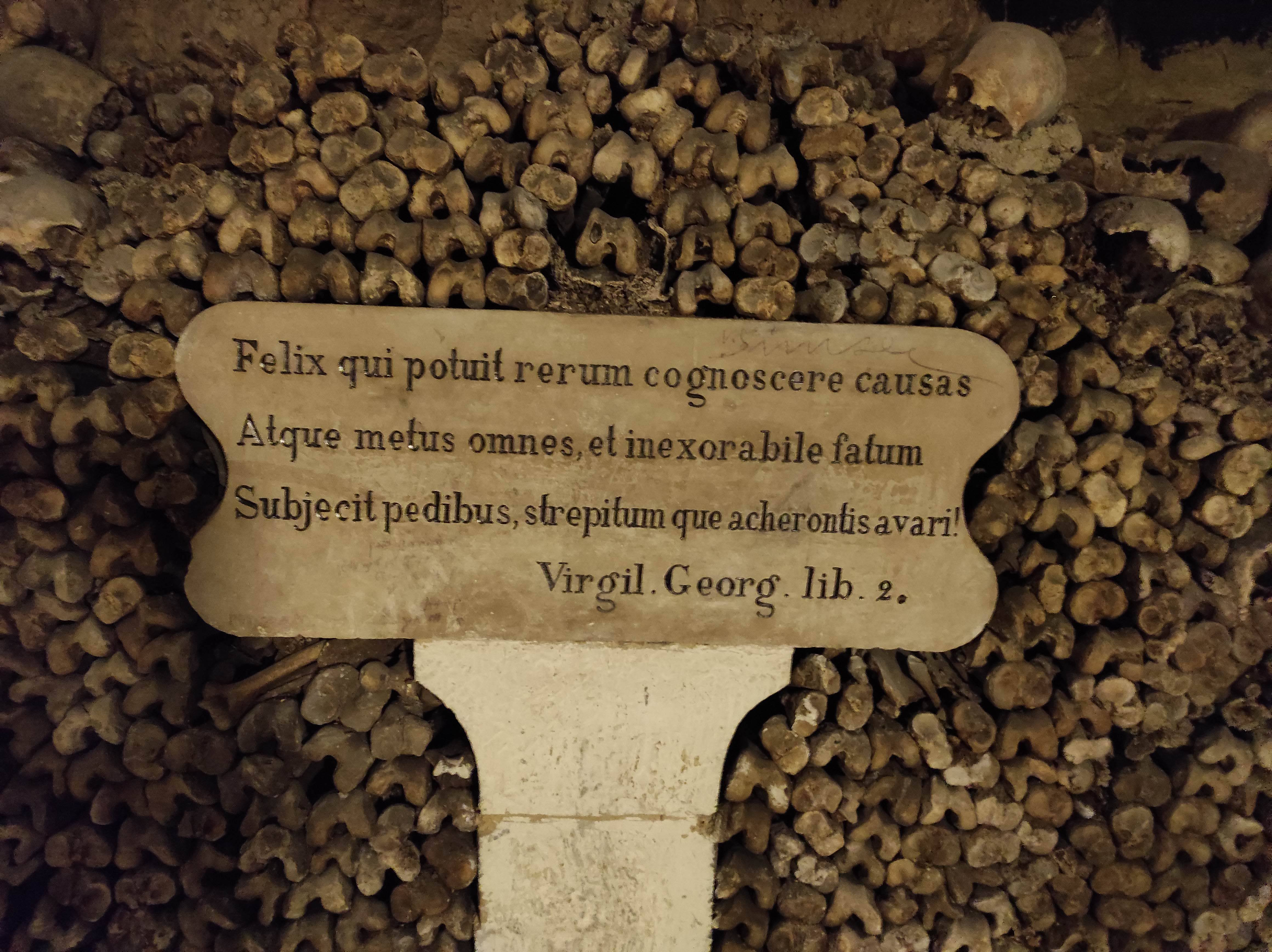
Inscription de la phrase complète dans les catacombes de Paris.

Il signifie : « Heureux qui a pu pénétrer la raison des choses ».
Il se trouve au début du long hymne aux vertus de la vie paysanne, qui conclut ce livre II, et dans lequel le poète célèbre la possibilité d'un bonheur humain, dans la simplicité, la tranquillité et la saine activité de la campagne, loin de l'ambition, du pouvoir et des plaisirs artificiels de la ville.

## Analyse
Cette exclamation très célèbre renvoie, à première vue, à la philosophie épicurienne et au poète  Lucrèce, qui a exposé la doctrine d'Épicure dans son grand poème en langue latine De rerum natura, dont l'influence est grande dans toutes les Géorgiques, et qui « a suscité l'admiration de Virgile ».
En effet, les épicuriens pensent que la « connaissance des causes » libère l'être humain de l'angoisse de la mort. Pour eux, la connaissance scientifique doit permettre à chacun de se débarrasser du fardeau des superstitions, notamment religieuses, ces entraves qui l'empêchent d'atteindre l'ataraxie, c’est-à-dire la tranquillité de l'âme. Matérialistes et athées, ils croient que tout ce qui existe est un assemblage fortuit d’atomes qui finit un jour par se dissocier : l’âme mortelle disparaissant avec le corps, inutile de craindre la mort ou de vivre dans la hantise de châtiments divins post mortem. Pour vivre heureux il faut se retirer hors de portée des turpitudes de la vie politique corrompue, dans un locus amoenus, « lieu agréable où l'on se retrouve entre soi » avec ses amis, et goûter des plaisirs simples, voire austères.
Mais bien d'autres penseurs, philosophes et même mystiques ont la même ambition de « connaissance des causes », Pythagore par exemple, qui avait la mystique des nombres, Aristote, Socrate ou Platon pour qui l'âme (psychè, ψυχὴ en grec) est immortelle.
La phrase complète couvre trois vers :
Felix qui potuit rerum cognoscere causas

atque metus omnes et inexorabile fatum

subjecit pedibus strepitumque Acheruntis avari.

— Virgile, Géorgiques, livre II, v. 490–493.
Heureux qui a pu connaître les causes des choses

et qui a mis sous ses pieds toutes les craintes, et l'inexorable destin,

et le bruit de l'avare Achéron !

— trad.  Maurice Rat, Classiques Garnier, 1932.
Elle est suivie de deux vers dont la pensée religieuse anti-lucrétienne s'oppose à l'épicurisme :
Fortunatus et ille deos qui novit agrestis

Panaque Silvanumque senem Nymphasque sorores.

— Virgile, Géorgiques, livre II, v. 494–495.
Mais fortuné aussi celui qui connaît les dieux champêtres,

et Pan, et le vieux Silvain, et les Nymphes sœurs !

— trad.  Maurice Rat, Classiques Garnier, 1932.

## Usages
La phrase est souvent, à tort, écrite au présent, ce qui donne : « Felix qui potest rerum cognoscere causas », soit : « Heureux qui peut pénétrer la raison des choses ».

### Devises
La seconde moitié de la phrase, « rerum cognoscere causas », est la devise de la London School of Economics, de l'Université de Sheffield, de l'Humberside Collegiate Institute (en), du quotidien allemand Der Tagesspiegel et du scientifique français Georges Cuvier. C'était également la devise de trois journaux de la fin du XVIIIe siècle du même auteur Augustin-Pierre Damiens de Gomicourt : L'Observateur français à Londres (1769–1773), L'Observateur français à Amsterdam (1779) et Lettres hollandaises (1779).
En outre, l'université d'économie de Cracovie (Uniwersytet Ekonomiczny w Krakowie, UEK) a pour devise « Rerum cognoscere causas et valorem » (pénétrer les raisons et la valeur des choses).

Armoiries de la London School of Economics.
Armoiries de l'Université de Sheffield.
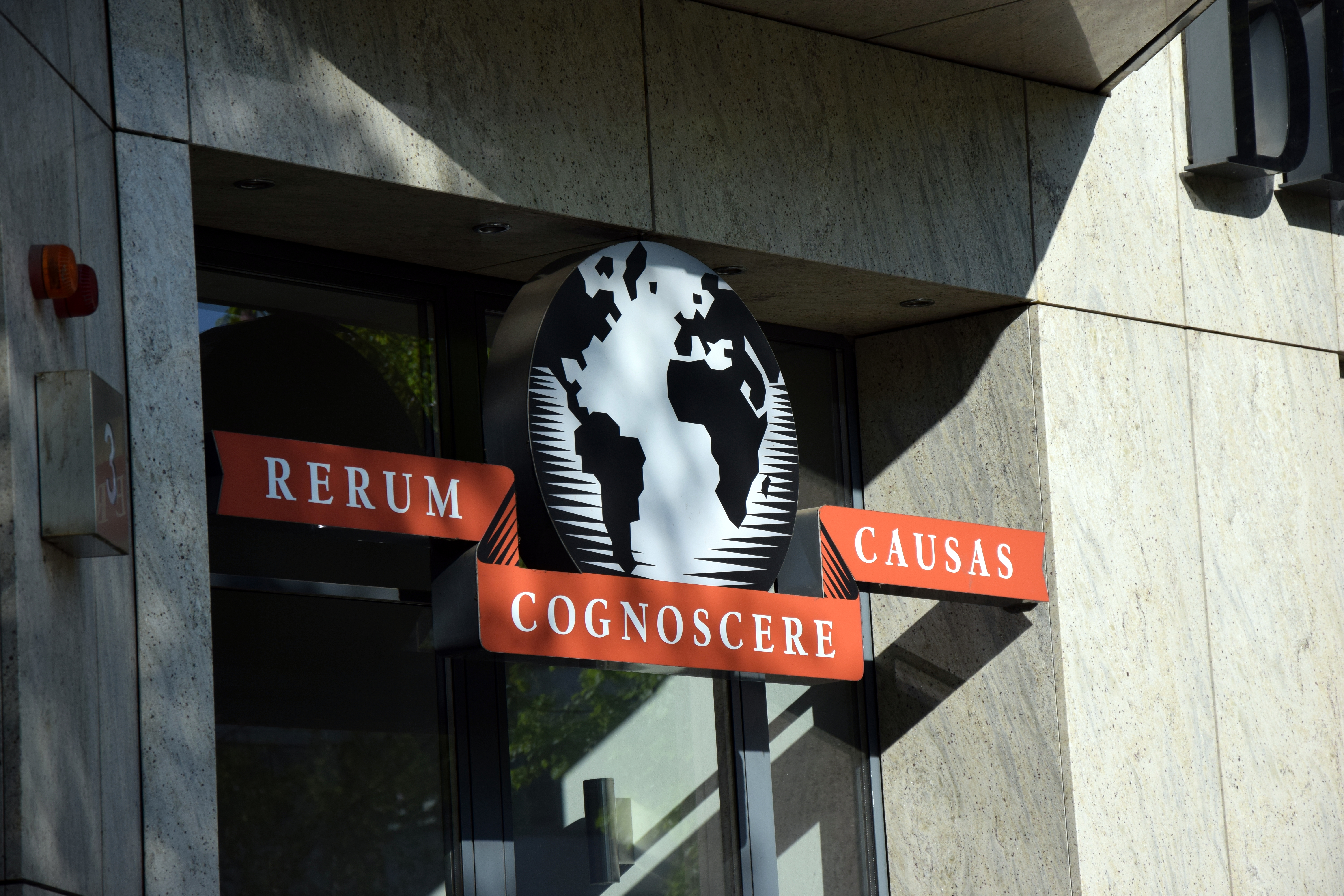
Entrée du journal Der Tagesspiegel.
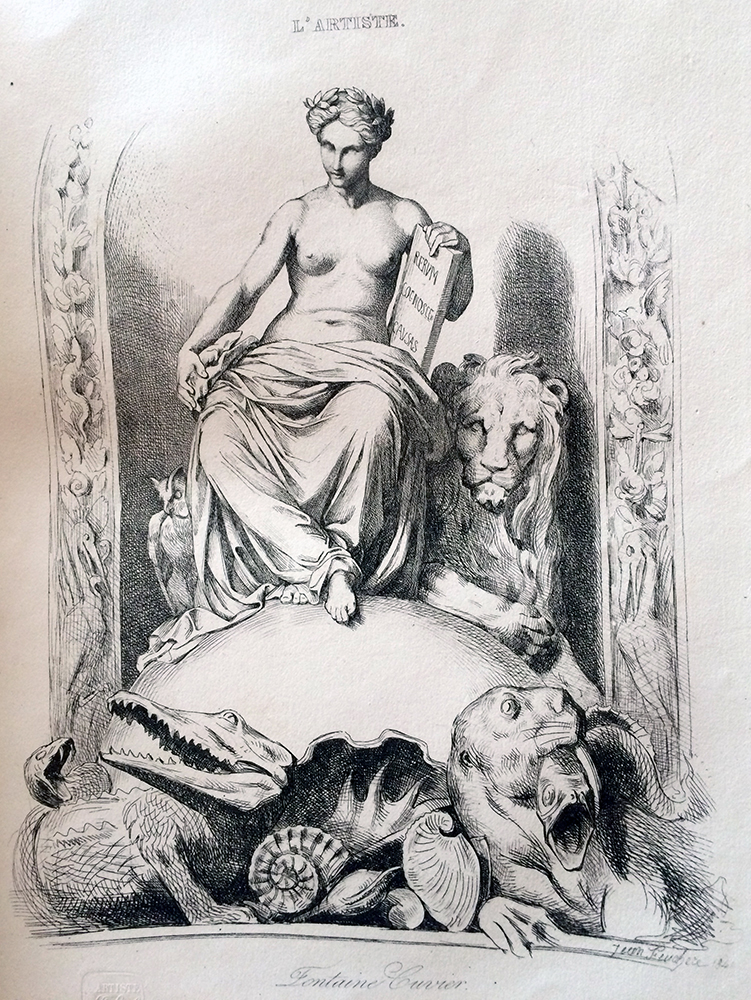
La fontaine Cuvier à Paris : RERVM COGNOSCE. CAVSAS.
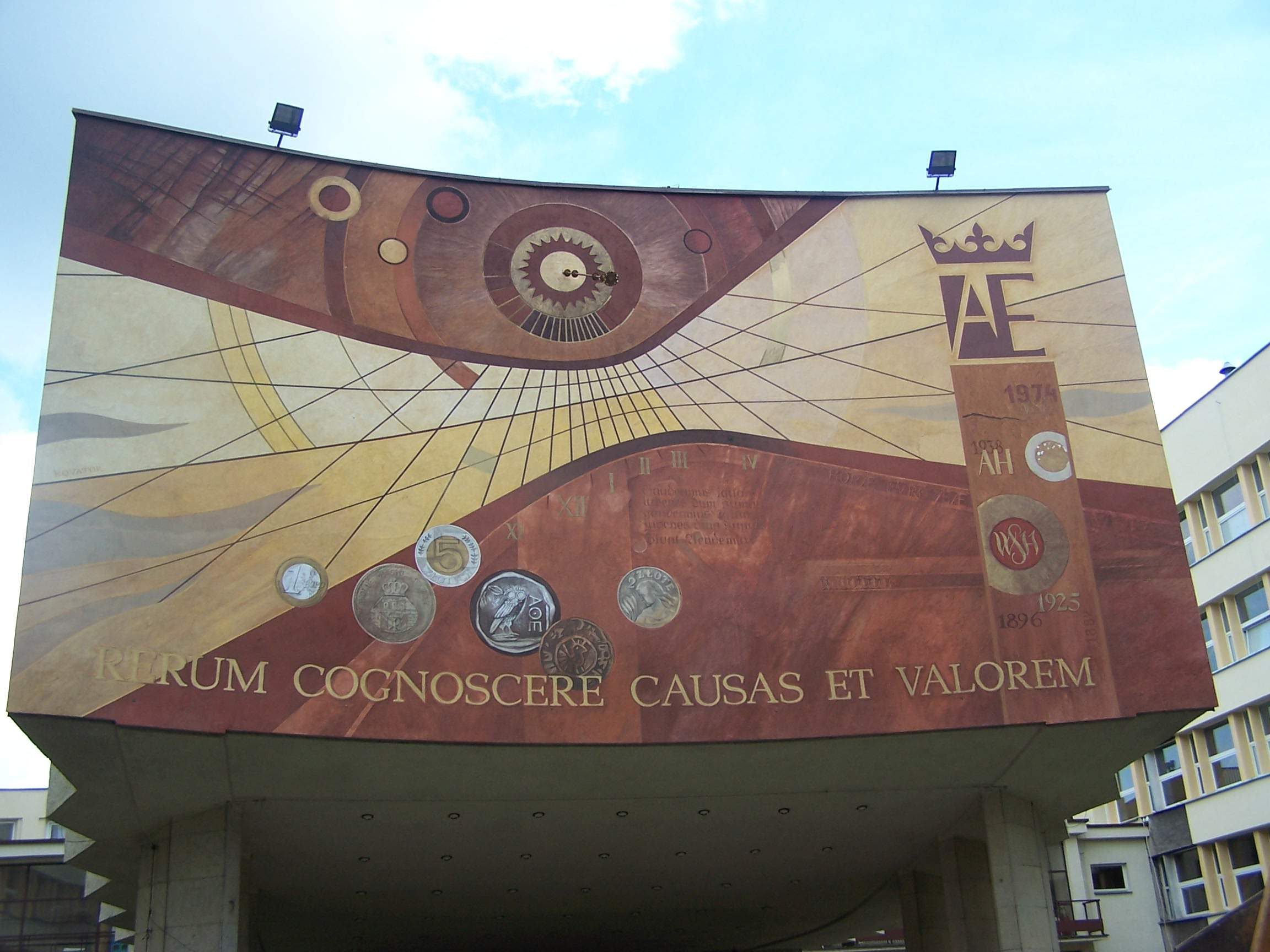
Devise sur un bâtiment de l'UEK.

### Citations
L'humoriste Alphonse Allais en a fait l'objet d'un calembour avec les noms de Félix Potin, fondateur français d'une enseigne d'épiceries, et de César Cui, compositeur russe, en conclusion d'une « fable » datée du 7 janvier 1900 :
Un parent de César Cui

— L'illustre Russe de qui

La musique nous conquit, —

S'associa — confirmant l'Alliance —

Au plus connu des épiciers de France

Qui, vanité des vanités,

Avait fait ses humanités

Et traduisait Virgile sans souffrance !

Or, sur nos murs, un beau matin,

On vit briller, en claires laques,

Un grand placard franco-russo-latin…

Moralité

Félix Cui Potin,

Riz, rhum, cognac, xérès, cosaques.
En BD, la phrase complète est citée en 1973 par Triple-Patte, le vieux pirate unijambiste, dans l'album Astérix en Corse (page 22), et en 1996 par Barbe-Rouge dans l'album La Galère d'Obélix (page 41). C'est un anachronisme en clin d'œil aux latinistes, puisque cette phrase ne sera écrite par Virgile qu'en 29 av. J.-C., soit bien après l'assassinat en 44 av. J.-C. de Jules César, contemporain des deux protagonistes gaulois.